# Ukrainische Badmintonmeisterschaft 2013
Die Ukrainische Badmintonmeisterschaft 2013 fand vom 1. bis zum 4. Februar 2013 in Charkiw statt.

## Medaillengewinner
| Disziplin    | Gold                                  | Silber                                | Bronze                             |
| ------------ | ------------------------------------- | ------------------------------------- | ---------------------------------- |
| Herreneinzel | Dmytro Zavadsky                       | Vitaliy Konov                         | Kyrylo Leonov                      |
| Dameneinzel  | Larisa Griga                          | Mariya Diptan                         | Mariya Ulitina                     |
| Herrendoppel | Valeriy Atrashchenkov Evgen Pochtarev | Dmytro Zavadsky Vitaliy Konov         | Gennadiy Natarov Artem Pochtarev   |
| Damendoppel  | Mariya Diptan Yelyzaveta Zharka       | Natalya Voytsekh Larisa Griga         | Anna Kobceva Yuliya Kazarinova     |
| Mixed        | Dmytro Zavadsky Mariya Diptan         | Vladislav Druzchenko Natalya Voytsekh | Valeriy Atrashchenkov Anna Kobceva |